# Сузбијање Дружбе Исусове
Сузбијање Дружбе Исусове представљало је уклањање свих чланова Дружбе Исусове (језуита) из већег дела Западне Европе и њихових колонија, почевши од 1759. године, што је кулминирало укидањем реда од стране Свете столице 1773. године. Папство је прихватило антијезуитске захтеве без значајнијег отпора. Језуити су сукцесивно протеривани из Португалског царства (1759), Француске (1764), Две Сицилије, Малте, Парме, Шпанског царства (1767) те Аустрије и Угарске (1782).
Историчари идентификују више фактора који су довели до сузбијања. Језуити, који се нису устручавали да се укључе у политику, били су неповерљиви због блискости са папом и његовог утицаја на верске и политичке послове независних нација. У Француској је то била комбинација многих утицаја, од јансенизма до слободоумља, као и тада преовлађујућег нестрпљења према Старом поретку. Монархије које су тежиле централизацији и секуларизацији политичке моћи сматрале су језуите супранационалним, превише повезаним са папством и превише аутономним од монарха на чијој су територији деловали.
Својим папским брифом Dominus ac Redemptor (21. јула 1773), папа Климент XIV укинуо је Дружбу као fait accompli. Међутим, ред није нестао. Наставио је са тајним деловањем у Кини, Русији, Пруској и Сједињеним Америчким Државама. У Русији је Катарина Велика дозволила оснивање новог новицијата. Године 1814, папа Пије VII је обновио Дружбу Исусову у њеним пређашњим провинцијама, а језуити су почели да настављају свој рад у тим земљама.

## Позадина сузбијања
Пре сузбијања језуита у многим земљама у осамнаестом веку, постојале су и раније забране, као на пример на територијама Млетачке републике између 1606. и 1656–1657. године, које су почеле и завршиле се у оквиру спорова између Републике и папства, почевши од Млетачког интердикта.
До средине 18. века, Дружба је стекла европску репутацију због политичког маневрисања и економског успеха. Монарси у многим европским државама постајали су све опрезнији према ономе што су доживљавали као прекомерно мешање стране силе. Протеривање језуита из њихових држава донело је и додатну корист омогућивши владама да заплене акумулирано богатство и имовину Дружбе. Међутим, историчар Чарлс Гибсон (1966) упозорава: „Колико је то послужило као мотив за протеривање, не знамо.”
Различите државе су искористиле различите догађаје да предузму мере. Низ политичких борби између различитих монарха, посебно Француске и Португалије, почео је споровима око територије 1750. године, а кулминирао је прекидом дипломатских односа и распуштањем Дружбе од стране папе у већем делу Европе, па чак и неким погубљењима. Португалско царство, Француска, Две Сицилије, Парма и Шпанско царство били су укључени у различитом степену.
Сукоби су почели трговинским споровима 1750. у Португалији, 1755. у Француској и касних 1750-их у Двема Сицилијама. Године 1758, влада Жозеа I од Португалије искористила је слабљење моћи папе Бенедикта XIV и протерала језуите из Јужне Америке након што их је преселила заједно са њиховим домородачким радницима, а затим водила кратак сукоб (Гварански рат), да би коначно формално укинула ред 1759. године. Године 1762, француски парламент (суд, а не законодавно тело) пресудио је против Дружбе у огромном случају банкрота под притиском многих група – како унутар Цркве, тако и од стране секуларних угледника попут Мадам де Помпадур, краљеве љубавнице. Аустрија и Две Сицилије су укинуле ред декретом 1767. године.

## Увод у сузбијање

### Прво национално сузбијање: Португалија и њено царство 1759. године
Постојале су дугогодишње тензије између португалске круне и језуита, које су се појачале када је гроф од Оираша (касније маркиз од Помбала) постао државни министар монарха, што је кулминирало протеривањем језуита 1759. године. Афера Тавора 1758. године може се сматрати изговором за протеривање и конфискацију језуитске имовине од стране круне. Према историчарима Џејмсу Локхарту и Стјуарту Б. Шварцу, „независност, моћ, богатство, контрола над образовањем и везе са Римом учиниле су језуите очигледним метама за Помбалов екстремни регализам”. Португалски сукоб са језуитима почео је око размене јужноамеричке колонијалне територије са Шпанијом. Тајним уговором из 1750. године, Португалија је Шпанији уступила спорну Колонија дел Сакраменто на ушћу Рио де ла Плате у замену за седам редукција у Парагвају. Ове аутономне језуитске мисије биле су номинално шпанска колонијална територија. Домородачком народу Гварани, који је живео на територијама мисија, наређено је да напусте своју земљу и преселе се у Уругвај. Гварани су се дигли на оружје против пресељења због тешких услова, што је довело до Гваранског рата. То је била катастрофа за Гваране. У Португалији је сукоб ескалирао, са запаљивим памфлетима који су осуђивали или бранили језуите, који су више од једног века штитили Гваране од ропства путем редукција. Португалски колонизатори су обезбедили протеривање језуита.
Дана 1. априла 1758, Помбал је убедио остарелог папу Бенедикта XIV да именује португалског кардинала Франсиска де Салдању да Гаму да истражи наводе против језуита. Бенедикт је био скептичан у погледу озбиљности наводних злоупотреба. Наредио је „детаљну истрагу”, али да би се заштитила репутација Дружбе, све озбиљне ствари требало је да му се врате на одлучивање. Бенедикт је умро следећег месеца, 3. маја. Дана 15. маја, Салдања, који је папски бриф примио само две недеље раније, изјавио је да су језуити криви за „незакониту, јавну и скандалозну трговину” у Португалији и њеним колонијама. Није посетио језуитске куће како му је наређено и изјаснио се о питањима која је папа резервисао за себе.
Помбал је умешао језуите у аферу Тавора, покушај атентата на краља 3. септембра 1758, на основу њиховог пријатељства са неким од наводних завереника. Дана 19. јануара 1759, издао је декрет којим се заплењује имовина Дружбе у португалским поседима. Следећег септембра, депортовао је португалске оце, око хиљаду њих, у Папску државу, док је странце држао у затвору. Међу ухапшенима и погубљенима био је и тада осуђени Габријел Малагрида, језуитски исповедник Леоноре од Таворе, због „злочина против вере”. Након Малагридиног погубљења 1759, португалска круна је укинула Дружбу. Португалски амбасадор је повучен из Рима, а папски нунције је протеран. Дипломатски односи између Португалије и Рима били су прекинути до 1770. године.

### Сузбијање у Француској 1764. године
Сузбијање језуита у Француској почело је на француском острву-колонији Мартиник, где је Дружба Исусова имала комерцијалне интересе у плантажама шећера на којима су радили црни робови и слободни радници. Њихове велике мисионарске плантаже укључивале су бројно локално становништво које је радило у уобичајеним условима тропске колонијалне пољопривреде 18. века. Catholic Encyclopedia је 1908. навела да је пракса да се мисионари лично баве продајом произведене робе (аномалија за верски ред) „дозвољена делимично да би се покрили текући трошкови мисије, а делимично да би се једноставни, детињасти домороци заштитили од уобичајене пошасти непоштених посредника” Отац Антоан Лавалет, старешина мисија на Мартинику, постао је један од највећих власника земље и робова на острву. Али са избијањем рата са Великом Британијом, бродови који су превозили робу у вредности од процењених 2.000.000 лива су заробљени, а Лавалет није могао да плати своје огромне дугове и банкротирао је. Његови повериоци су се обратили језуитском прокуратору у Паризу тражећи исплату, али он је одбио одговорност за дугове независне мисије – иако је понудио да преговара о нагодби. Повериоци су се обратили судовима и добили повољну пресуду 1760. године, која је обавезала Дружбу да плати и дала дозволу за заплену у случају неплаћања.
По савету својих адвоката, језуити су се жалили Париском парламенту. То се показало као непромишљен корак за њихове интересе. Не само да је Парламент подржао нижи суд 8. маја 1761, већ су, када су једном добили случај у своје руке, противници језуита у тој скупштини одлучили да задају ударац реду. Под оптужбом за спекулације са валутама и оптужен за мучење и убиство четири роба, Лавалет је поднео оставку из језуитског реда 1762. године.
Језуити су имали много противника. Јансенисти су били бројни међу непријатељима ортодоксне странке. Сорбона, образовни ривал, придружила се галиканцима, филозофима и енциклопедистима. Луј XV је био слаб; његова жена и деца су били за језуите; његов способни први министар, војвода од Шоазела, ишао је на руку Парламенту, а краљева љубавница, Мадам де Помпадур, којој су језуити одбили опрост греха јер је живела у греху са краљем Француске, била је одлучни противник. Одлучност Париског парламента временом је срушила сваки отпор.
Напад на језуите отворио је 17. априла 1762. симпатизер јансениста, опат Анри Шовелен, који је осудио Устав Дружбе Исусове, који је јавно испитан и разматран у непријатељској штампи. Парламент је издао своје Extraits des assertions, састављене из одломака језуитских теолога и канониста, тврдећи да су они подучавали сваку врсту неморала и заблуде. Дана 6. августа 1762, коначни arrêt (пресуду) предложио је Парламенту јавни тужилац Жозеф Омер Жоли де Флери, осуђујући Дружбу на укидање. Међутим, краљева интервенција донела је одлагање од осам месеци, а у међувремену је двор предложио компромис. Ако би се француски језуити одвојили од Дружбе на чијем је челу био језуитски генерал директно под папином влашћу и потпали под француског викара, са француским обичајима, као што је случај са Галиканском црквом, круна би их и даље штитила. Француски језуити, одбацујући галиканство, одбили су да пристану. Дана 1. априла 1763, колеџи су затворени, а даљим arrêt-ом од 9. марта 1764, од језуита се захтевало да се одрекну својих завета под претњом прогонства.
Крајем новембра 1764, краљ је потписао едикт којим се распушта Дружба широм његових поседа, иако су их неки провинцијски парламенти и даље штитили, као што су Франш-Конте, Алзас и Артоа. У нацрту едикта, отказао је бројне клаузуле које су имплицирале да је Дружба крива, и пишући Етјену Франсоа де Шоазелу, закључио је: „Ако прихватим савет других за мир у мом краљевству, морате направити измене које предлажем, или нећу учинити ништа. Не кажем више, да не бих рекао превише.”

#### Опадање језуита у Новој Француској
Након британске победе над Французима у Квебеку 1759. године, Француска је изгубила своју северноамеричку територију Нова Француска, где су језуитски мисионари у седамнаестом веку били активни међу домородачким народима. Британска власт је имала последице по језуите у Новој Француској, али њихов број и локације су већ били у опадању. Већ 1700. године, језуити су усвојили политику само одржавања постојећих положаја уместо покушаја оснивања нових изван Квебека, Монтреала и Отаве.
Када је Нова Француска дошла под британску контролу, Британци су забранили досељавање нових језуита. До 1763. године, само двадесет и један језуит је и даље био стациониран у тадашњој британској колонији Квебек. До 1773. године, остало је само једанаест језуита. Исте године, британска круна је преузела језуитску имовину у Канади и прогласила да је Дружба Исусова у Новој Француској распуштена.

### Сузбијање у Шпанском царству 1767. године

#### Догађаји који су довели до шпанског сузбијања
Сузбијање у Шпанији и шпанским колонијама, као и у њеној зависној Краљевини Напуљ, било је последње у низу протеривања, након што су Португалија (1759) и Француска (1764) већ поставиле образац. Шпанска круна је већ започела низ административних и других промена у свом прекоморском царству, као што су реорганизација вицекраљевстава, редефинисање економских политика и успостављање војске, па се протеривање језуита види као део овог општег тренда познатог као Бурбонске реформе. Реформе су имале за циљ да сузбију растућу аутономију и самопоуздање Шпанаца рођених у Америци, поново успоставе контролу круне и повећају приходе. Неки историчари сумњају да су језуити били криви за интриге против шпанске круне које су коришћене као непосредан повод за протеривање.
Савременици у Шпанији приписивали су сузбијање језуита побуни против Ескилачеа, названој по италијанском саветнику бурбонског краља Карлоса III, која је избила након доношења закона о раскоши. Закон, који је ограничио ношење обимних огртача и ширину сомбрера које су мушкарци могли носити, сматран је „увредом за кастиљански понос”.
Краљ Карлос је побегао на село када се гневна гомила тих отпорника окупила пред краљевском палатом. Гомила је викала: „Живела Шпанија! Смрт Ескилачеу!” Његова фландријска дворска гарда испалила је упозоравајуће хице изнад глава људи. Један извештај каже да се на сцени појавила група језуитских свештеника, умирила демонстранте говорима и послала их кући. Карлос је одлучио да укине повећање пореза и едикт о скраћивању шешира и отпусти свог министра финансија.
Монарх и његови саветници били су узнемирени устанком, који је оспорио краљевску власт. Језуити су оптужени да су подстицали масу и јавно оптуживали монарха за верске злочине. Педро Родригез де Кампоманес, тужилац Савета Кастиље, тела које је надгледало централну Шпанију, артикулисао је овај став у извештају који је краљ прочитао. Карлос је наредио сазивање посебне краљевске комисије да изради мастер план за протеривање језуита. Комисија се први пут састала у јануару 1767. Свој план је моделирала по тактици коју је применио француски Филип IV против витезова темплара 1307. године – наглашавајући елемент изненађења. Карлосов саветник Кампоманес написао је расправу о темпларима 1747. године, што је можда утицало на спровођење сузбијања језуита. Један историчар наводи: „[Карлос] се никада не би усудио да протера језуите да није био сигуран у подршку утицајне странке унутар Шпанске цркве.” Јансенисти и просјачки редови дуго су се противили језуитима и настојали да ограниче њихову моћ.

#### Тајни план протеривања
Министри краља Карлоса држали су своје расправе у тајности, као и краљ, који је деловао из „хитних, праведних и неопходних разлога, које задржавам у свом краљевском уму”. Преписка Бернарда Танучија, Карлосовог антиклерикалног министра у Напуљу, садржи идеје које су, с времена на време, водиле шпанску политику. Карлос је владао преко грофа од Аранде, читаоца Волтера, и других либерала.
Састанак комисије 29. јануара 1767. планирао је протеривање језуита. Тајне наредбе, које су требале бити отворене у зору 2. априла, послате су свим провинцијским вицекраљевима и окружним војним командантима у Шпанији. Свака запечаћена коверта садржала је два документа. Један је био копија оригиналне наредбе којом се протеривају „сви чланови Дружбе Исусове” из Карлосових шпанских домена и конфискује сва њихова имовина. Други је налагао локалним званичницима да опколе језуитске колеџе и резиденције у ноћи 2. априла, ухапсе језуите и организују њихов транспорт до бродова који су их чекали у разним лукама. Завршна реченица краља Карлоса гласила је: „Ако се иједан језуит, макар и болестан или на самрти, и даље нађе на подручју под вашом командом након укрцавања, припремите се да се суочите са погубљењем по кратком поступку.”
Папа Климент XIII, којем је шпански амбасадор при Ватикану неколико дана пре ступања декрета на снагу представио сличан ултиматум, упитао је краља Карлоса: „којом влашћу?” и запретио му вечним проклетством. Папа Климент није могао да спроведе свој протест, и протеривање се догодило по плану.

#### Језуити протерани из Мексика (Нова Шпанија)
У Новој Шпанији, језуити су активно евангелизовали Индијанце на северној граници. Али њихова главна активност била је образовање елитних криољо (Шпанаца рођених у Америци) мушкараца, од којих су многи и сами постали језуити. Од 678 језуита протераних из Мексика, 75% је било родом из Мексика. Крајем јуна 1767. године, шпански војници су уклонили језуите из њихових 16 мисија и 32 станице у Мексику. Ниједан језуит није могао бити изузет из краљевог декрета, без обзира на старост или болест. Многи су умрли на путу дуж стазе посуте кактусима до луке Веракруз на обали Мексичког залива, где су их чекали бродови да их превезу у италијанско изгнанство.
У Мексику је било протеста због протеривања толиког броја језуита, чланова елитних породица. Али сами језуити су послушали наредбу. Пошто су језуити поседовали велика земљишна имања у Мексику – која су подржавала њихову евангелизацију домородачких народа и њихову образовну мисију за криољо елите – та имовина је постала извор богатства за круну. Круна их је продала на аукцији, што је донело корист ризници, а њихови криољо купци су добили продуктивна и добро вођена имања. Многе криољо породице осећале су се огорчено због поступака круне, сматрајући их „деспотским чином”. Један познати мексички језуит, Франсиско Хавијер Клавихеро, током свог италијанског изгнанства, написао је важну историју Мексика, са нагласком на домородачким народима. Александер фон Хумболт, чувени немачки научник који је провео годину дана у Мексику 1803–04, похвалио је Клавихерово дело о историји домородачких народа Мексика.
Због изолованости шпанских мисија на полуострву Доња Калифорнија, декрет о протеривању стигао је тамо тек када је нови гувернер, Гаспар де Портола, стигао 30. новембра. До 3. фебруара 1768, Портолини војници су уклонили 16 језуитских мисионара са полуострва са њихових положаја и окупили их у Лорету, одакле су отпловили на мексичко копно, а затим у Европу. Показујући симпатије према језуитима, Портола се према њима опходио љубазно, чак и док је окончавао 70 година њиховог мисионарског рада у Доњој Калифорнији. Језуитске мисије у Доњој Калифорнији предате су фрањевцима, а касније доминиканцима, док су будуће мисије у Горњој Калифорнији основали фрањевци.
Промена у шпанским колонијама у Новом свету била је посебно велика, јер су мисије често доминирале удаљеним насељима. Готово преко ноћи, у мисионарским градовима Соноре и Аризоне, „црни огртачи” (језуити) су нестали, а „сиви огртачи” (фрањевци) су их заменили.

#### Протеривање са Филипина
Језуити су ускоро протерани са Филипинима, које су преобратили из анимизма, хиндуизма и ислама у хришћанство. Краљевски декрет којим се Дружба Исусова протеривала из Шпаније и њених доминиона стигао је у Манилу, на Филипинима, 17. маја 1768. Између 1769. и 1771. године, језуити су превезени из Шпанске Источне Индије у Шпанију и депортовани у Италију.

#### Прогонство шпанских језуита у Италију
Шпански војници су сакупили језуите у Мексику, спровели их до обала и сместили испод палуба шпанских ратних бродова који су кренули ка италијанској луци Чивитавекија у Папској држави. Када су стигли, папа Климент XIII је одбио да дозволи бродовима да искрцају своје заробљенике на папску територију. Нападнути артиљеријским батеријама са обале Чивитавекије, шпански ратни бродови морали су да траже сидриште код острва Корзика, тадашњег поседа Ђенове. Али пошто је на Корзици избила побуна, требало је пет месеци да неки од језуита кроче на копно.
Неколико историчара проценило је број депортованих језуита на 6.000. Међутим, није јасно да ли се ова цифра односи само на Шпанију или се протеже и на шпанске прекоморске колоније (посебно Мексико и Филипине). Језуитски историчар Хуберт Бехер тврди да је око 600 језуита умрло током путовања и чекања.
У Напуљу, министар краља Карлоса Бернардо Танучи спроводио је сличну политику: 3. новембра, језуити су, без оптужбе или суђења, спроведени преко границе у Папску државу и запрећено им је смрћу ако се врате.
Историчар Чарлс Гибсон назива протеривање језуита од стране шпанске круне „изненадним и разорним потезом” за успостављање краљевске контроле. Међутим, језуити су постали рањива мета за потезе круне да успостави већу контролу над црквом; такође, неки верски и дијецезански свештеници и цивилне власти били су им непријатељски расположени и нису протестовали због њиховог протеривања. Поред 1767. године, језуити су у Шпанији били сузбијени и забрањени још два пута, 1834. и 1932. године. Шпански владар Франсиско Франко је последње сузбијање укинуо 1938. године.

#### Економски утицај на Шпанско царство
Сузбијање реда имало је дуготрајне економске последице у Америкама, посебно у областима где су имали своје мисије или редукције – удаљеним подручјима у којима су доминирали домородачки народи, као што су Парагвај и Архипелаг Чилое. У Мисионесу, у данашњој Аргентини, њихово сузбијање довело је до расељавања и поробљавања домородачких Гварана који су живели у редукцијама и дугорочног пада индустрије јерба мате, од које се опоравила тек у 20. веку.
У Окои, регион Валпараисо, Чиле, фолклор каже да су језуити оставили велико закопано благо након њиховог сузбијања.
Са сузбијањем Дружбе Исусове у шпанској Америци, језуитски виногради у Перуу су продати на аукцији, али нови власници нису имали исту стручност као језуити, што је допринело паду производње вина и писка.

### Сузбијање на Малти
Хоспиталска Малта је у то време била вазал Краљевине Сицилије, а велики мајстор Мануел Пинто да Фонсека, и сам Португалац, следио је пример, протерујући језуите са острва и заплењујући њихову имовину. Ова имовина је коришћена за оснивање Универзитета на Малти декретом који је Пинто потписао 22. новембра 1769. године, што је имало трајан утицај на друштвени и културни живот Малте. Језуитска црква (на малтешком Knisja tal-Ġiżwiti), једна од најстаријих цркава у Валети, задржала је ово име до данас.

### Протеривање из Војводства Парме
Независно Војводство Парма било је најмањи бурбонски двор. Пармезанска реакција на вести о протеривању језуита из Напуља била је толико агресивно антиклерикална, да је папа Климент XIII 30. јануара 1768. упутио јавно упозорење против тога, претећи Војводству црквеним цензурама. На то су се сви бурбонски дворови окренули против Свете столице, захтевајући потпуно распуштање језуита. Парма је протерала језуите са својих територија, конфискујући њихову имовину.

### Распуштање у Пољској и Литванији
Језуитски ред је распуштен у Пољско-Литванској Комонвелти 1773. године. Међутим, на територијама које је окупирала Руска Империја у Првој подели Пољске, Друштво није распуштено, јер је руска царица Катарина Велика одбацила папски декрет. У Комонвелти, многе поседе Друштва преузела је Комисија за народно образовање, прво министарство образовања на свету. Литванија је поступила у складу са сузбијањем.

## Папско сузбијање 1773. године
Након сузбијања језуита у многим европским земљама и њиховим прекоморским царствима, папа Климент XIV издао је папски бриф 21. јула 1773. у Риму под називом Dominus ac Redemptor Noster. Тај декрет је укључивао следећу изјаву:
приметили смо да Друштво Исусово више није у стању да производи веома богате плодове и користи због којих је основано, одобрено и унапређено толиким привилегијама од стране наших претходника. Сада се поставља питање Друштва, његовог Института и његових привилегија, које га изједначавају са просјачким редовима. Из сигурног знања и пуноће апостолске власти, укидамо и сузбијамо често поменуто Друштво. Укидамо и опозивамо сваку његову службу, министарство, администрацију, кућу, школу, колеџ, уточиште, фарму и било коју имовину у било којој провинцији, краљевству и јурисдикцији и на било који начин која припада Друштву. Укидамо статуте, обичаје, употребе, декрете, Уставе, чак и оне потврђене заклетвом, апостолским одобрењем или другим средствима. Желимо да овај документ, као да одговара реч по реч свим привилегијама и индултима Друштва, како општим тако и посебним, у потпуности и довољно их укида, чак и ако су привилегије формулисане са правним заштитама.

Стога изјављујемо да се сва власт, како у духовним тако и у временским стварима, оца генерала, провинцијала, визитатора и било ког другог старешине наведеног Друштва трајно прекида и потпуно укида.— Папа Климент XIV, Dominus ac Redemptor Noster

### Отпор у Белгији
Након папског сузбијања 1773. године, учено језуитско Друштво Боландиста преселило се из Антверпена у Брисел, где су наставили свој рад у манастиру Куденберг; 1788. године, Друштво Боландиста је укинула аустријска влада Ниских Земаља.

### Наставак рада језуита у Пруској
Фридрих Велики од Пруске одбио је да дозволи дистрибуцију папског документа о сузбијању у својој земљи. Ред је наставио да постоји у Пруској неколико година након сузбијања, иако се распустио пре обнове 1814. године.

### Наставак рада у Северној Америци
Многи појединачни језуити наставили су свој рад као језуити у Квебеку, иако је последњи од њих умро 1800. године. 21 језуит који је живео у Северној Америци потписао је документ којим је понудио своју покорност Риму 1774. године. У Сједињеним Државама, школе и колеџе су и даље водили и оснивали језуити.

### Руски отпор сузбијању
У Царској Русији, Катарина Велика је одбила да дозволи дистрибуцију папског документа о сузбијању и чак је отворено бранила језуите од распуштања. Језуитски каптол у Белорусији добио је њено покровитељство. Рукополагао је свештенике, водио школе и отварао смештај за новицијате и терцијанства. Катаринин наследник, Павле I, успешно је затражио од папе Пије VII 1801. године формално одобрење за деловање језуита у Русији. Језуити, предвођени прво Францишеком Кареуом, Пољаком велшког порекла, затим аустријским Словенцем Габријелом Грубером, а након његове смрти Тадеушом Бжозовским, наставили су да се шире у Русији под Александром I, додајући мисије и школе у Астрахану, Москви, Риги, Саратову и Санкт Петербургу, као и широм Кавказа и Сибира. Многи бивши језуити широм Европе путовали су у Русију да се придруже санкционисаном реду.
Александар I је повукао своје покровитељство над језуитима 1812. године, али с обновом Друштва 1814. године, то је само привремено утицало на ред. Александар је на крају протерао све језуите из Царске Русије у марту 1820. године.

### Руско покровитељство над обновом у Европи и Северној Америци
Под покровитељством „Руског друштва”, језуитске провинције су ефективно поново успостављене у Уједињеном Краљевству Велике Британије и Ирске 1803. (након што су биле забрањене у Енглеској законом из 1584.), Краљевини Две Сицилије 1803. и Сједињеним Државама 1805. године. „Руски” каптоли су такође формирани у Белгији, Италији, Холандији и Швајцарској.

### Пристанак у Аустрији и Угарској
Декрет о секуларизацији Јозефа II (цар Светог римског царства од 1765. до 1790. и владар хабзбуршких земаља од 1780. до 1790.) издат 12. јануара 1782. за Аустрију и Угарску забранио је неколико монашких редова који се нису бавили подучавањем или лечењем. Ликвидирао је 140 манастира (дом за 1484 монаха и 190 монахиња). Забрањени монашки редови укључивали су језуите, камалдолези, капуцини, кармелићани, картузијанци, кларисе, бенедиктинци, цистерцити, Доминикански ред (Ред проповедника), фрањевце, павлини и премонстранти, а њихово богатство је преузео Верски фонд.
Његове антиклерикалне и либералне иновације подстакле су папа Пије VI да посети Јозефа II у марту 1782. Он је папу примио учтиво и представио се као добар католик, али је одбио да буде под утицајем.

## Обнова језуита
Како су се Наполеонови ратови приближавали крају 1814. године, стари политички поредак Европе је у знатној мери обновљен на Бечком конгресу након година борби и револуције, током којих је Црква била прогоњена као агент старог поретка и злостављана под влашћу Наполеона. Са промењеном политичком климом у Европи, и са моћним монарсима који су тражили сузбијање Друштва више не на власти, папа Пије VII је издао наредбу о обнови Друштва Исусовог у католичким земљама Европе. Са своје стране, Друштво Исусово је на првој Генералној конгрегацији одржаној након обнове одлучило да задржи организацију Друштва каква је била пре него што је сузбијање наређено 1773. године.
После 1815. године, са Рестаурацијом, Католичка црква је поново почела да игра добродошлију улогу у европском политичком животу. Нацију по нацију, језуити су поново успостављани.

## Процена
Савремени поглед је да је сузбијање реда резултат политичких и економских сукоба, а не теолошке контроверзе, и потврђивања независности националних држава у односу на Католичку цркву. Протеривање Друшбе Исусове из католичких нација Европе и њихових колонијалних царстава такође се види као једна од раних манифестација новог секуларистичког духа времена Просветитељства. Ово је достигло врхунац са антиклерикализмом Француске револуције. Сузбијање се такође сматрало покушајем монарха да стекну контролу над приходима и трговином којом је Друшба Исусова претходно доминирала. Католички историчари често указују на лични сукоб између папе Климента XIII (1758–1769) и његових присталица унутар цркве и крунских кардинала које је подржавала Француска.